# Embajada de Corea del Norte en Alemania

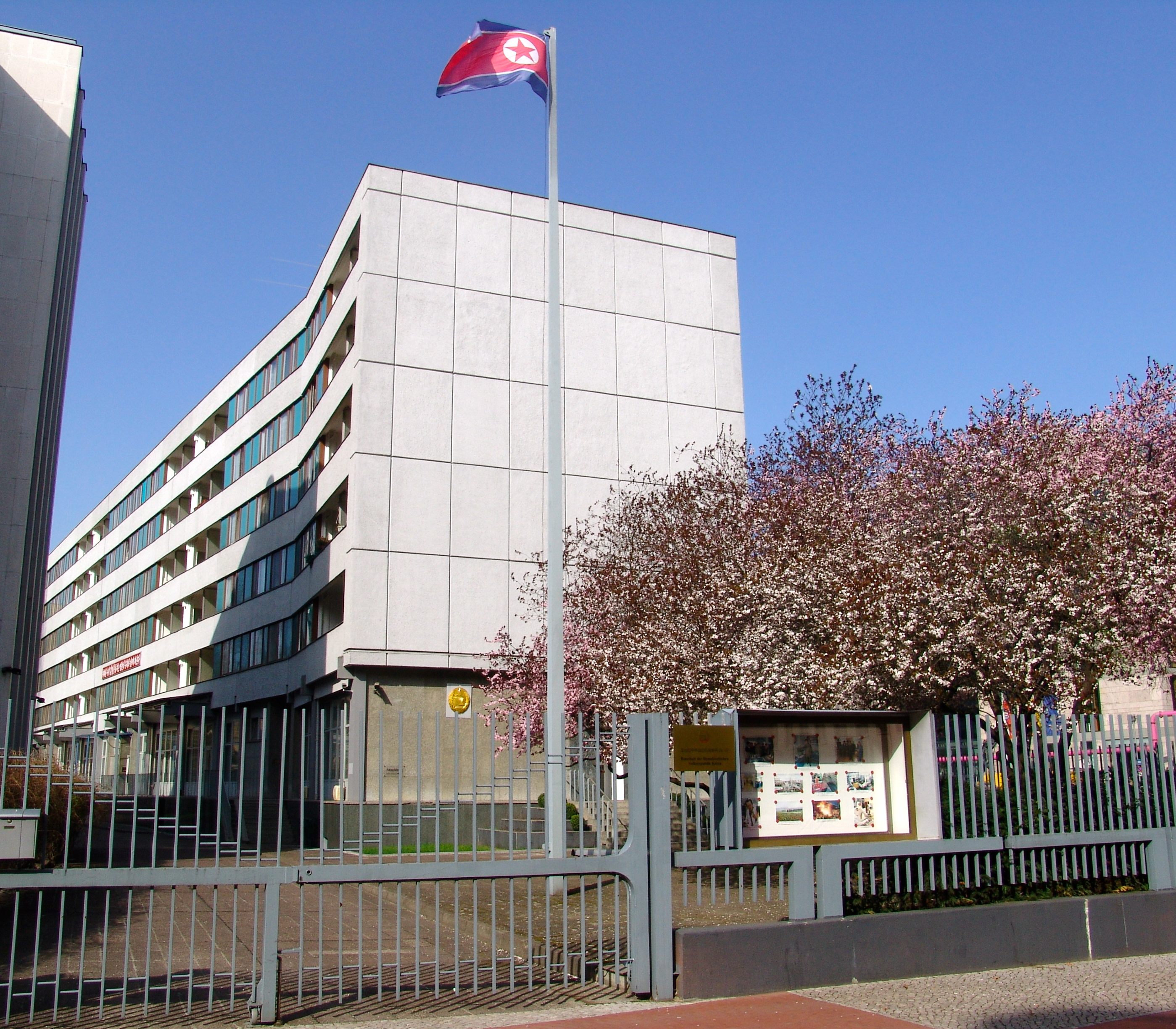
Embajada de Corea del Norte en Berlín, 2011

La Embajada de Corea del Norte en Berlín es la sede de la misión diplomática de la República Popular Democrática de Corea en Alemania. Está ubicado en la Glinkastraße en el distrito centro de Berlín del distrito de la misma.

## Ubicación, edificio e historia
La RDA estableció relaciones diplomáticas con la República Democrática Popular de Corea en 1954. La embajada de RPDC estaba inicialmente ubicada en Gundelfinger Strasse 38 en Berlín-Karlshorst, desde 1958 en Dorotheastrasse 4 en el mismo distrito. En 1975 se trasladó al edificio de nueva construcción en Glinkastraße 5/7 en Berlín-Mitte.
El edificio de la embajada se encuentra en el antiguo distrito de las embajadas de Berlín Oriental. Esto aquí hasta su destrucción durante la Segunda Guerra Mundial existente Kaiserhof fue Trümmerfrau finales de la década de 1940 y niveló el área. 
La República Democrática Popular de Corea hizo construir su embajada en este sitio entre 1969 y 1975. Frente a la antigua ala de la cancillería en Glinkastraße, los terrenos de la embajada incluyen un trozo de la antigua ubicación de la Iglesia de la Trinidad , que también fue destruida en la guerra , cuyo plano de planta, en la medida en que está fuera del terreno de la embajada, es indicado en el pavimento frente a él por piedras de colores. Además, el área de la embajada incluye una parte de la ruta de la Mauerstraße , cuyo curso se interrumpe aquí.
Además de la embajada, en el edificio también se encontraba la agencia comercial de Corea. Originalmente trabajaban allí más de 100 empleados, después de la caída del Muro en 1989 el número se redujo a alrededor de 10.
No existieron relaciones diplomáticas con la antigua República Federal hasta 1990.
Con la reunificación alemana en 1990, la embajada se cerró y se convirtió en una oficina para la protección de los intereses de la República Popular Democrática de Corea; La República Popular China actuó como poder protector. Al mismo tiempo, la antigua embajada de la RDA en Pyongyang se convirtió en un grupo de interés para la República Federal de Alemania; el Reino de Suecia actuó como poder protectora .
El 1 de marzo de 2001, Alemania y Corea del Norte establecieron relaciones diplomáticas regulares, pero hasta ahora no ha habido visitas de las delegaciones del gobierno alemán a nivel ministerial a Corea del Norte. No existen acuerdos de cooperación financiera, económica, científica o tecnológica. En octubre de 2002 se rubricaron un acuerdo de transporte aéreo y un acuerdo de promoción y protección de inversiones , cuya firma está suspendida.

## Embajadores
En la RDA
- 1954-1957: Pak Kil Jon
- 1957-1961: Pak Ir Jen
- 1961-1966: Kwon Jeng Tae
- 1966-1969: Ro Su Ek
- 1969-1977: Ri Dzang Su
- 1977-1979: Kim Guk Hun
- 1980-1985: Pak Hion Bo
- 1985-1990: Pak Jong Chan

En la República Federal
- 2006-2011: Hong Chang Il
- 2011-2017: Ri Si Hong
- desde 2017: Pak Nam Yong